# Piaggio Ciao

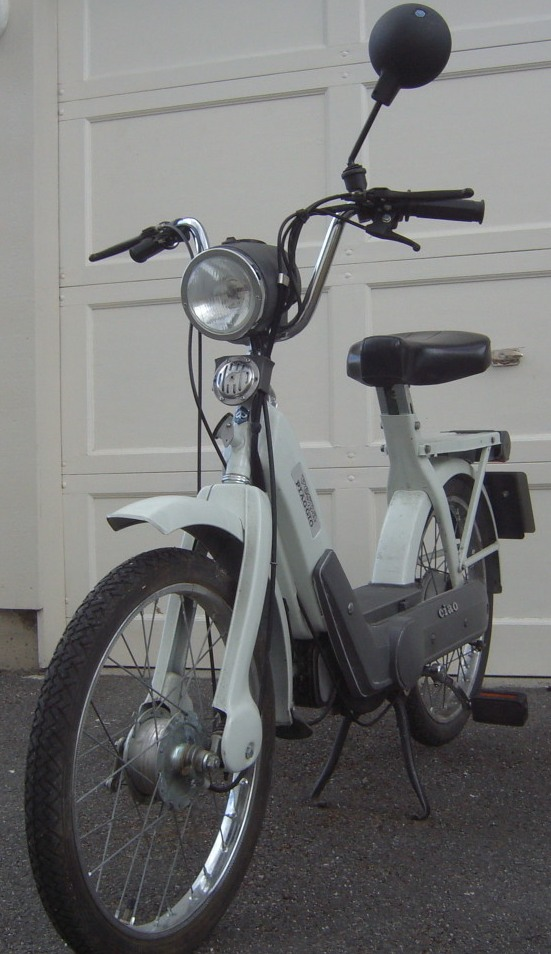
Steelzciao

Piaggio Ciao je rodina mopedů vyráběná italskou firmou Piaggio v letech 1967 až 1991. Zařízení též bylo nazýváno Vespa Ciao.

## Modely řady Ciao
- Ciao Bravo
- Ciao L
- Ciao P
- Ciao Px
- Ciao Mix